# Betsy Balcombe
Lucia Elizabeth « Betsy » Balcombe Abell (1802 − 29 juin 1871) fut une amie de Napoléon Ier durant son exil à Sainte-Hélène. Sa famille et elle devinrent des proches de Napoléon, ce qui attira la suspicion du gouverneur Hudson Lowe.

## Biographie
Lucia Elizabeth Balcombe est le second enfant de William Balcombe et Jane Cranston. Son père William est surintendant des ventes publiques de la Compagnie anglaise des Indes orientales, basée sur l'île de Sainte-Hélène.
Lucia Elizabeth et sa sœur Jane, de deux ans son aînée, sont envoyées en Angleterre pour leur éducation et y apprennent le français. En 1814, elles retournent à Sainte-Hélène et résident avec leurs parents et leurs deux jeunes frères dans le Pavillon des Briars.
En octobre 1815, l'empereur Napoléon est exilé à Sainte-Hélène par le gouvernement britannique. Comme la résidence de Napoléon, Longwood House, n'est pas encore remise en état, il est logé dans un pavillon près des Briars, pour une durée de deux mois. Betsy Balcombe a peur de Bonaparte la première fois qu'ils se rencontrent, mais, au fil du temps, parlant un peu français et s'amusant à servir d'interprète, elle et l'empereur deviennent d’excellents amis. Elle l'appela « Bony » (diminutif de Bonaparte) si bien que les officiers et fonctionnaires français sont jaloux de la jeune Anglaise.
Après  le départ de Napoléon pour Longwood House, Betsy Balcombe continue de lui rendre visite. Hudson Lowe, gouverneur de Sainte-Hélène, désapprouve l'amitié entre les Balcombe et Napoléon, les soupçonnant de transporter des messages secrets en provenance et à destination de Longwood.
En mars 1818, William Balcombe doit quitter Sainte-Hélène avec sa famille et retournent en Angleterre. William Balcombe est envoyé en qualité de trésorier colonial en Nouvelle-Galles du Sud, en Australie où il mourut en 1829. En 1832, Betsy Balcombe épouse Edward Abell et a une fille. Le mariage échoue rapidement et elle doit vivre en enseignant la musique. 
Elle resta en contact avec la famille Bonaparte toute sa vie. En 1830, Joseph Bonaparte rend visite à Betsy Balcombe à Londres qui lui raconte ses souvenirs. A la proclamation du Second Empire, elle tente en vain de se faire nommer dame d'honneur de l'Impératrice, mais l’Empereur Napoléon III remercie Betsy Balcombe en lui octroyant une concession de 500 hectares de terres de vignes en Algérie près de Constantine en mémoire de son amitié pour son oncle. 
Elle publie quelques articles en 1843 dans le New Century Magazine, puis, enrichi de nouveaux détails, un livre, Recollection of the Emperor Napoleon during the first three years of his captivity in the Island of Saint Helena, including the time of his residence at father's house. Une traduction de ces souvenirs par V.M. Desireux est publié en 1965 par la Bibliothèque Mondiale sous le titre "Une Idylle de Napoléon à Sainte-Hélène".
En 1871, Betsy Balcombe meurt à Londres, âgée de 69 ans.
En 1960, l'écrivaine australienne Dame Mabel Brookes (en) (1890-1975), petite-nièce de Betsy Balcombe, rachète le Pavillon des Briars et l'offre à la France.

## Hommages à Betsy Balcombe

### Au cinéma
- 2002 : Napoléon (série télévisée) interprétée par Tamsin Egerton
- 2003 : Monsieur N. (film) interprétée par Siobhan Hewlett

### Botanique
Jean-Pierre Vibert a dénommé l'une de ses roses Élisa Balcombe.